# S/2003 J 18
S/2003 J 18 je jedním z přirozených satelitů planety Jupiter. Byl objeven v roce 2003 skupinou astronomů vedených Brettou J. Gladmanovou.
S/2003 J 18 má v průměru asi ~2 km, jeho průměrná vzdálenost od Jupitera činí 19,813 Mm, oběhne jej každých 569,7 dnů, s inklinací 147° k ekliptice (149° k Jupiterovu rovníku) a excentricitou 0,1570. S/2003 J 18 patří do rodiny Ananke.